# HD 52265 b
HD 52265 b (بالإنجليزية: HD 52265 b)‏ الذي يرمز له بالرمز HD 52265b، هو كوكب خارج المجموعة الشمسية، في كوكبة وحيد القرن، يتبع HD 52265 ‏.

## الاكتشاف
اكتشف في 22 أبريل 2000، بواسطة جيفري مارسي، وآر. باتلر، وكانت طريقة الاكتشاف سرعة شعاعية.